# Dorós (Chypre)
Pour les articles homonymes, voir Dorós.
Dorós (grec moderne : Δωρός) est un village de Chypre de plus de 135 habitants.